# Масая (вулкан)
Маса́я (исп. Masaya)  —действующий щитовидный вулкан в Никарагуа, в 20 км к юго-востоку от города Манагуа. 
Вулкан постоянно выделяет большие количества сернистого газа из своего активного кратера Сантьяго.

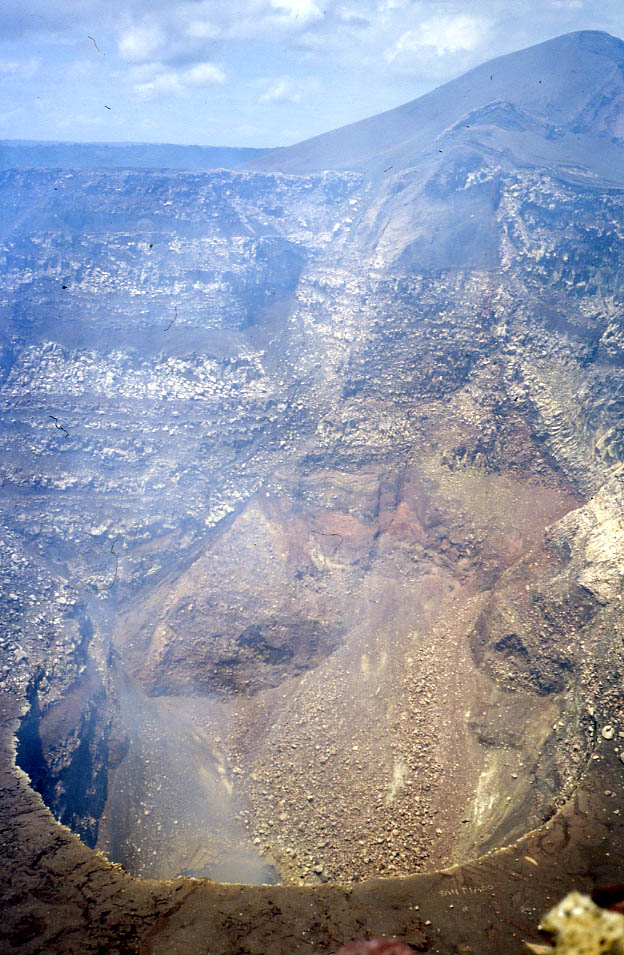
Кратер Сантьяго

## История
Сформировался 2500 лет назад. Высота 635 м. Индейцы называют вулкан Попогатепе, что в переводе означает «огненная гора». Испанские завоеватели называли вулкан La Boca del Infierno («адская глотка»). Чтобы изгнать нечистую силу, они поставили в XVI веке на краю кратера крест.
В апреле 1979 года здесь создан национальный парк «Вулкан Масая» площадью 5400 га.
Последнее извержение наблюдалось в 2008 году.